# Quiliano Gago
Quiliano Gago Benayas (San Martín de Valderaduey, Zamora, España, 3 de febrero de 1928-7 de agosto de 1994) fue un futbolista español que jugaba como delantero.

## Clubes
| Club                 | País   | Año       |
| -------------------- | ------ | --------- |
| Valencia C. F.       | España | 1947-1955 |
| C. D. Mestalla       | España | 1955-1956 |
| Real Gijón           | España | 1956-1958 |
| A. D. Rayo Vallecano | España | 1958-1959 |

## Palmarés

### Campeonatos nacionales
| Título                | Club           | País   | Año  |
| --------------------- | -------------- | ------ | ---- |
| Copa del Generalísimo | Valencia C. F. | España | 1949 |
| Copa Eva Duarte       | Valencia C. F. | España | 1949 |
| Copa del Generalísimo | Valencia C. F. | España | 1954 |